# Bodružal
Bodružal (allemand : Bodruzsal , hongrois : Bodruzsal) est un village de Slovaquie situé dans la région de Prešov.

## Histoire
La première mention écrite du village date de 1600.

## Démographie

### Évolution de la population
| Année:               | 1994. | 2004.    | 2014.   | 2024.    |
| -------------------- | ----- | -------- | ------- | -------- |
| Nombre de personnes: | 77    | 62       | 68      | 59       |
| Différence:          |       | -19,48 % | +9,67 % | -13,23 % |

| Année:               | 2023. | 2024.   |
| -------------------- | ----- | ------- |
| Nombre de personnes: | 60    | 59      |
| Différence:          |       | -1,66 % |